# Тейлор, Дженнифер
Дженнифер Тейлор (англ. Jennifer Taylor, род. 16 апреля 1972) — американская актриса, наиболее известная благодаря своей роли Челси Мелини в ситкоме CBS «Два с половиной человека», где она снималась с 2008 по 2011 год. Примечательно, что ранее она появилась в шоу в трёх разных ролях, в 2003, 2004 и 2007 годах.
Тейлор родилась в Хобокене, штат Нью-Джерси, и в 1995-1996 годах была названа Вице Мисс Флорида. В дальнейшем она начала свою карьеру с небольших ролей в фильмах «Дикость» и «Святоша». На телевидении она появилась в сериалах «Диагноз: убийство», «Зачарованные», «Лас-Вегас» и «Говорящая с призраками». После «Два с половиной человека», Тейлор снялась в нескольких фильмах для женского кабельного канала Lifetime, а также имела второстепенную роль в сериале «Чёрная метка».

## Личная жизнь
В 1997 году вышла замуж за Пола Тейлора. У них двое детей.

## Избранная фильмография
| Год       |   | Русское название | Оригинальное название | Роль     |
| --------- | - | ---------------- | --------------------- | -------- |
| 2016—2018 | с | Бесстыжие        | Shameless             | Эми Сири |